# Freddy Lim

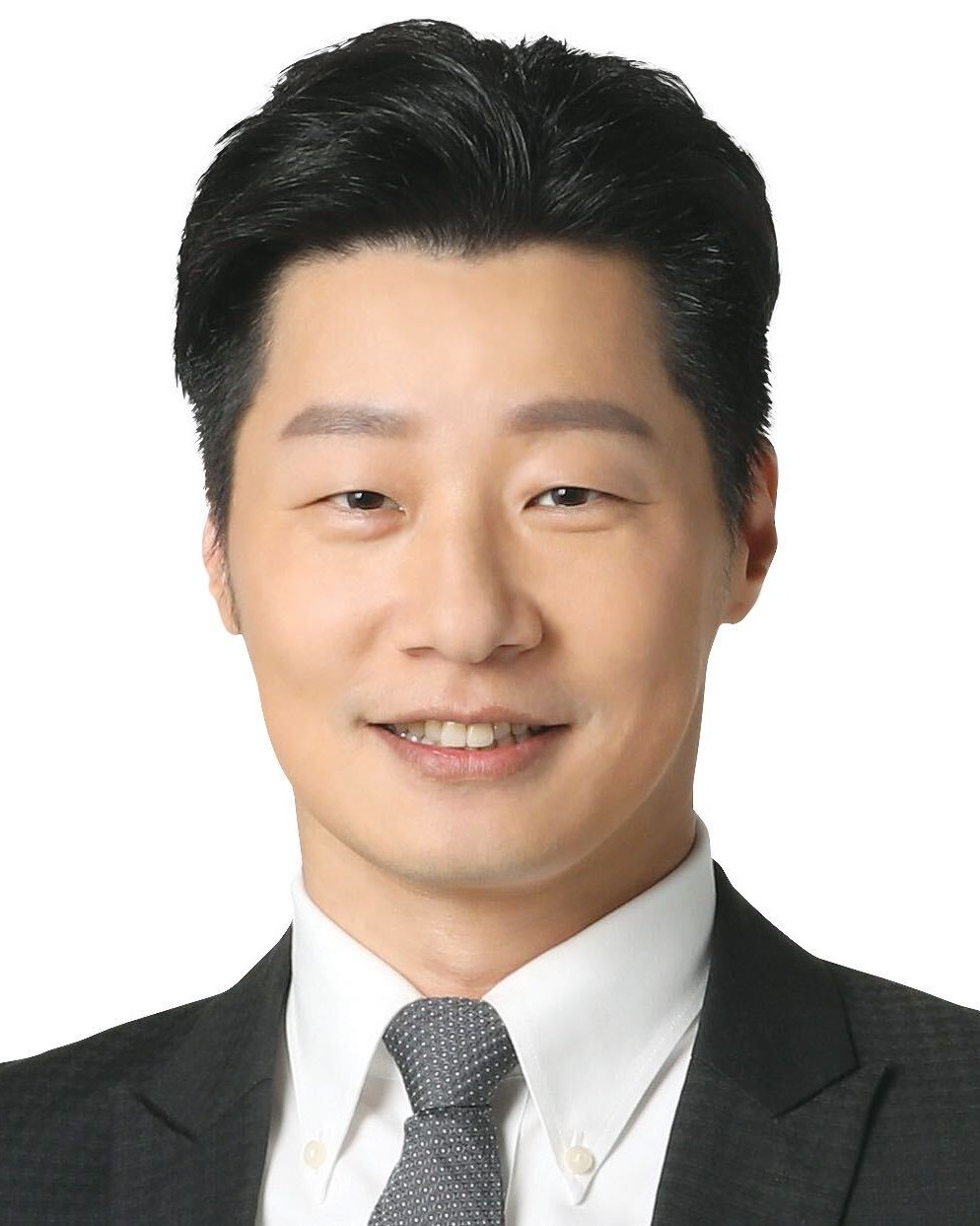
Freddy Lim, 2020

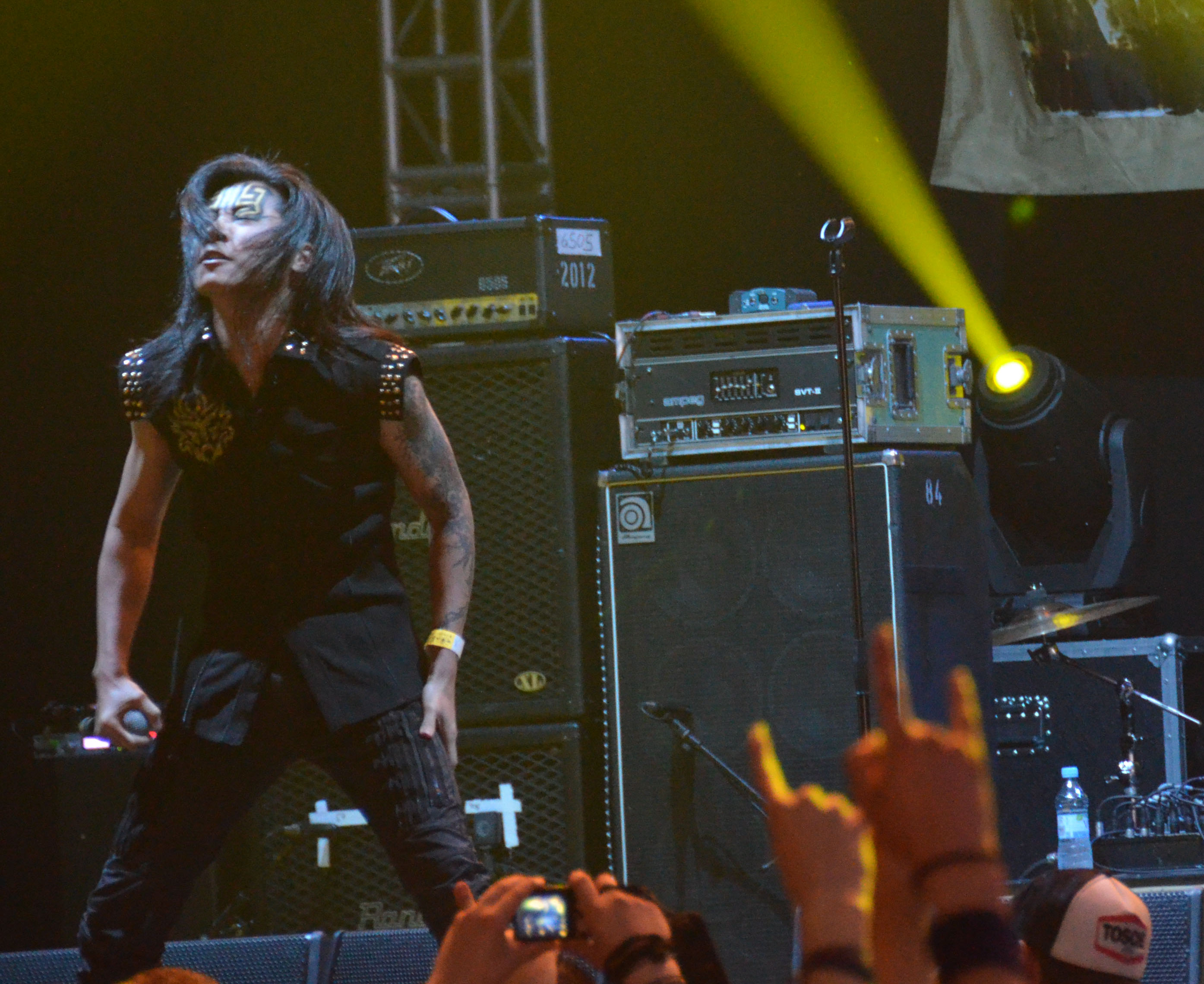
Freddy Lim auf dem Wacken Open Air 2012

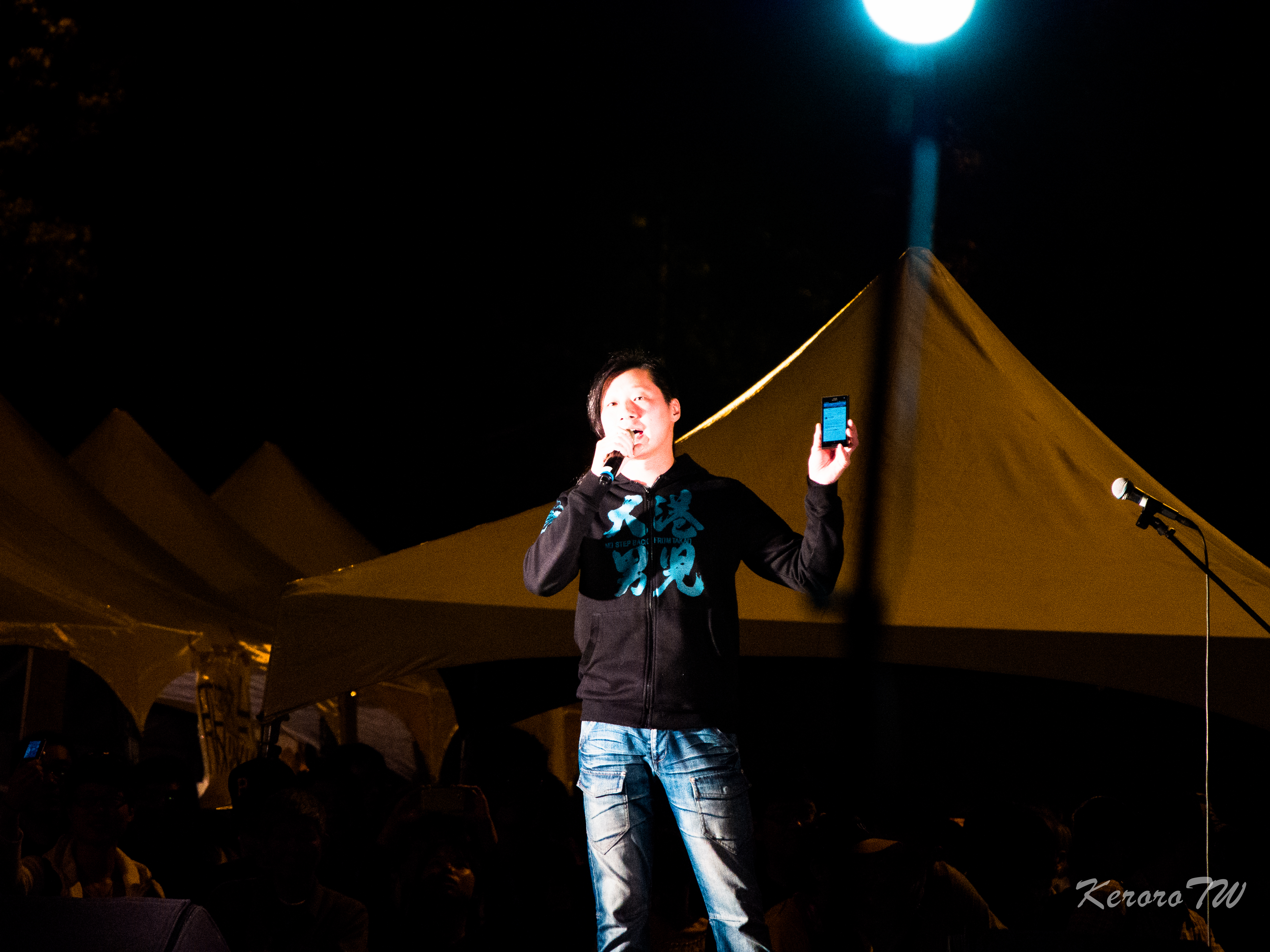
Lim im März 2014 während der Sonnenblumen-Bewegung

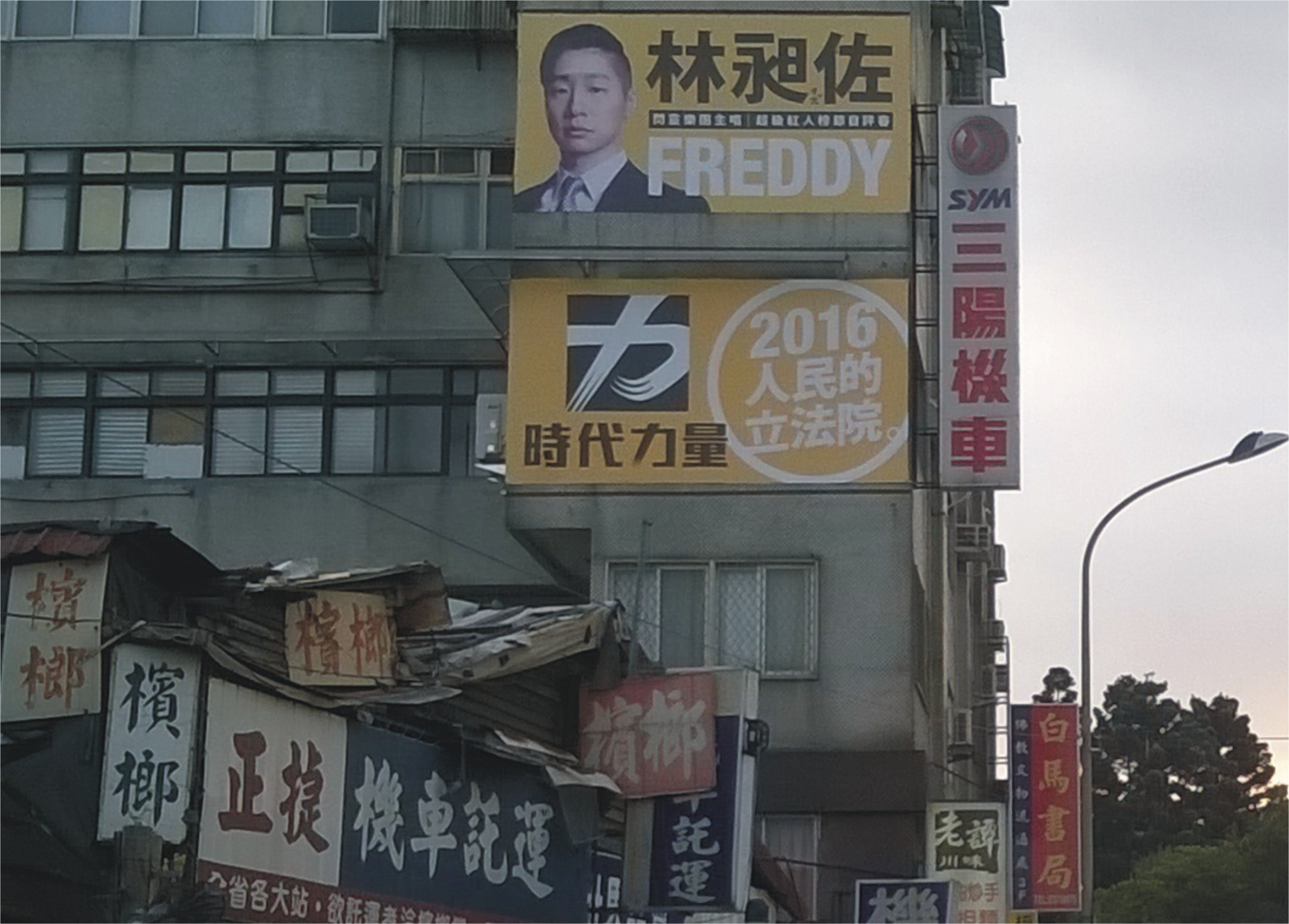
Wahlkampfplakat Lims für die Parlamentswahl 2016

Freddy Lim (auch: Lim Tshiong-tso, chinesisch 林昶佐, Pinyin Lín Chǎngzuǒ, * 1. Februar 1976 in Taipei, Taiwan) ist ein taiwanischer Musiker, Aktivist und Politiker. Er war Bandleader der Extreme-Metal-Band Chthonic und Mitbegründer der New Power Party. Seit Mai 2025 ist er Taiwans diplomatischer Vertreter in Finnland.

## Karriere als Musiker
Lim spielte und sang schon während seiner Highschoolzeit in Schülerbands. 1995 gründete er mit anderen jungen Musikern die Extreme-Metal-Band Chthonic, der er bis 2025 als Bandleader angehörte. Bei Auftritten war er der Leadsänger und spielte in manchen Stücken Erhu-Solos. Er singt zumeist auf Taiwanisch, aber auch auf Chinesisch und Englisch (zu Musikstil, Texten und Diskografie der Band siehe Artikel Chthonic).

## Politische Karriere
Nach eigenen Aussagen begann sich Lim nach seinem Highschool-Abschluss für Politik zu interessieren. Von 2010 bis 2014 war er Vorsitzender von Amnesty International Taiwan. Während der Sonnenblumen-Bewegung im Frühjahr 2014 engagierte er sich öffentlich an der Seite der Kritiker der Kuomintang-Regierung. Im Januar 2015 gründete er mit anderen Aktivisten die New Power Party (NPP), deren erster Vorsitzender er vom 25. Januar bis zum 2. Juli 2015 war.
Bei den taiwanischen Parlamentswahlen Wahlen am 16. Januar 2016 gewann Lim den Wahlbezirk 5 seiner Heimatstadt Taipeh und zog damit in das Parlament als Abgeordneter ein. Wie auch seine Partei setzt sich Lim für die taiwanische Unabhängigkeit von China (siehe Taiwan-Konflikt) ein und ist bestrebt, den Wählern eine Alternative zu den beiden dominierenden Großparteien Kuomintang und Demokratische Fortschrittspartei (DPP) zu bieten. Am 1. August 2019 erklärte Lim seinen Parteiaustritt und die Absicht, bei der kommenden Wahl des Legislativ-Yuans 2020 als Unabhängiger zu kandidieren. Der Grund für Lims Parteiaustritt waren innerparteiliche Meinungsverschiedenheiten über die Frage, ob die NPP die amtierende Präsidentin Tsai Ing-wen bei der Präsidentenwahl 2020 erneut (wie schon 2016) unterstützen sollte. Bei der Wahl am 11. Januar 2020 wurde Lim erneut im Wahlkreis Taipeh-5 gewählt, diesmal als parteiloser Kandidat.
Am 18. März 2023 kündigte Lim an, seine politische Laufbahn nach der Legislaturperiode aus familiären Gründen zu beenden und 2024 nicht mehr an den Parlamentswahlen teilzunehmen. Im Mai 2025 wurde er vom taiwanischen Außenministerium zum diplomatischen Vertreter Taiwans in Finnland ernannt.

## Politische Positionen
Lim befürwortet die Abschaffung der Todesstrafe, sowie die Legalisierung der gleichgeschlechtlichen Ehe und den Kannabiskonsum auf Taiwan. Im Jahr 2018 forderte Lim eine erneute Untersuchung des Lieyu-Massakers aus dem Jahr 1987 um sich über die vietnamesische Botschaft bei den Familien der Opfer offiziell entschuldigen zu können.